# Cheryl Bentov
Cheryl BenTov (nascida Cheryl Hanin, 1960) é uma ex-espiã israelense que integrava o Mossad. Conhecida principalmente por atuar no rapto do ex-técnico nuclear Mordechai Vanunu em 30 de setembro de 1986, em Roma, sob o codinome "Cindy".